# Лаврецкий, Никита Олегович
Ники́та Оле́гович Лавре́цкий (род. 1994, Минск) — белорусский режиссёр и кинокритик. Лауреат XXII Международного кинофестиваля «Лістапад—2015» в национальном конкурсе (лучший игровой фильм).

## Биография
Окончил минскую гимназию № 42, учился в Лицее БГУ, окончил с золотой медалью. Высшее образование получил в Белорусском Государственном Университете на факультете прикладной математики и информатики.
В 2015 году участник фестиваля короткометражного кино Cinema Perpetuum Mobile, — первое место в номинации «Лепшы беларускі фільм» за кинокартину «День рождения в Минске». В этом же году, в ноябре, стал участником XXII Международного кинофестиваля «Лістапад», где взял награду за лучший игровой фильм («Белорусский Психопат») в национальном конкурсе.
С 2018 года — магистр киноведения (БГАИ, Кафедра менеджмента, истории и теории экранных искусств)
В 2022 году с фильмом «Свидание в Минске» победил на международном кинофестивале Doclisboa в Португалии.
Кинокритик, журналист изданий «Как тут жить», «Искусство кино», «The Village», «Афиша Daily» и др.
Соавтор комикса «Включая её имя и лицо» (2019; Ольга Ковалева, Никита Лаврецкий; издательство «Бумкнига»)

## Фильмография
- 2012 — «TO RUTH» / «К Руфи»
- 2014 — «День рождения в Минске» (короткометражка)
- 2015 — «Амерыкан бой» (короткометражка)
- 2015 — «Poetry» / «Поэзия» (короткометражка)
- 2015 — «Белорусский психопат»
- 2016 — «Любовь и партнёрство»
- 2016 — «Несколько сцен с моей девушкой Олечкой Ковалевой» (короткометражка)
- 2016 — «Киномантра» (мини-сериал)
- 2017 — «Синемагия» (мини-сериал)
- 2019 — «Никита Лаврецкий» (документальный)
- 2019 — «Сашин ад»
- 2019 — «Драма» (альманах в соавторстве с Юлией Шатун и Алексеем Свирским)
- 2021 — «A Kid`s Flick»
- 2022 — «Берлога»
- 2022 — «Шутки про войну» (белорусский конченый фильм)
- 2022 — «Свидание в Минске»
- 2022 — «Убийство на Алибегова» (тикток-сериал)